# Jerry Costello
Jerry Francis Costello, né le 25 septembre 1949 à East Saint Louis (Illinois), est un homme politique américain, membre du Parti démocrate.
Représentant du douzième district de l'Illinois à la Chambre des représentants des États-Unis de 1993 à 2013, il est auparavant élu du vingt-et-unième district entre 1988 et 1993 avant la disparition de la circonscription.
Costello est considéré comme un démocrate modéré voir conservateur. Il annonce en octobre 2011 qu'il ne sera pas candidat à sa réélection aux élections législatives de 2012.